# 恩茨河 (阿勒河支流)
47°13′32″N 7°43′12″E / 47.22569°N 7.71992°E

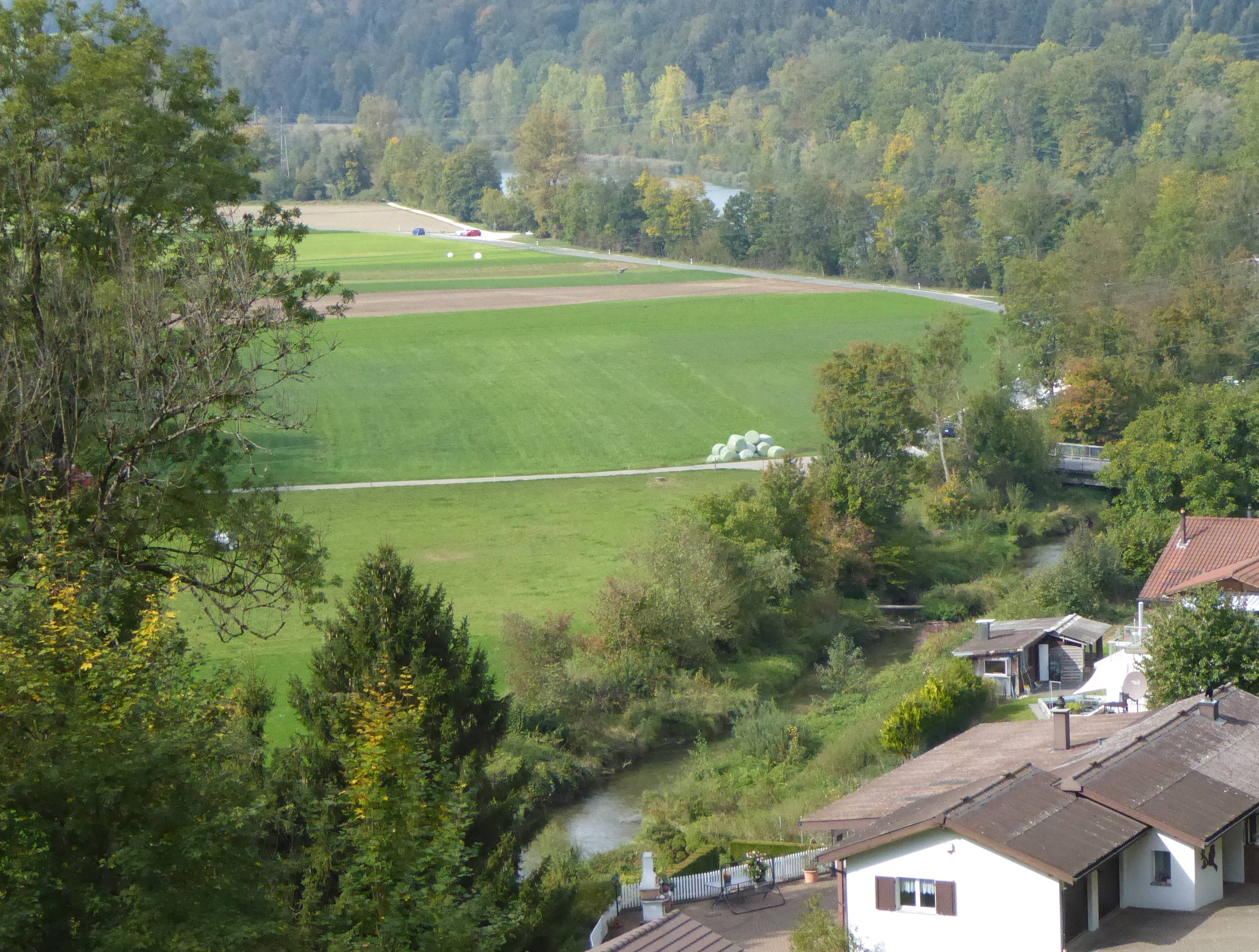

恩茨河是瑞士的河流，位於該國中西部，流經伯恩州和索洛圖恩州，屬於阿勒河的支流，河道全長24.8公里，流域面積87.6平方公里，發源自阿福爾特恩，河口處在格拉本。